# A-101
A-101 (SA-6) — 9-й старт по программе Аполлон, 1-й орбитальный полёт макета корабля Аполлон, использовалась ракета-носитель Сатурн-1, состоялся 28 мая 1964 года.

## Подготовка
В первых пяти запусках ракеты Сатурн-1 несли спутники Jupiter-C nosecone, которые давали возможность инженерам сосредоточиться на аэродинамике ракеты и её управляемости. Однако, чтобы добраться до Луны, нужно было проверить способность ракеты вывести на орбиту космический корабль Аполлон и отработать его аэродинамику. Поэтому в полёте A-101 применили габаритно-весовой макет космического корабля, выполненный из картона, и муляж системы аварийного спасения (САС). Макет (BP № 13) повторял размер, вес, форму и положение центра тяжести штатного командного модуля и весил около 5 400 кг, а комбинацию командного и служебного модулей нагрузили до 7 700 кг.
Это позволило разместить в макете 116 приборов и датчиков для измерения аэродинамических нагрузок и механических напряжений в конструкции космического корабля.

## Полёт

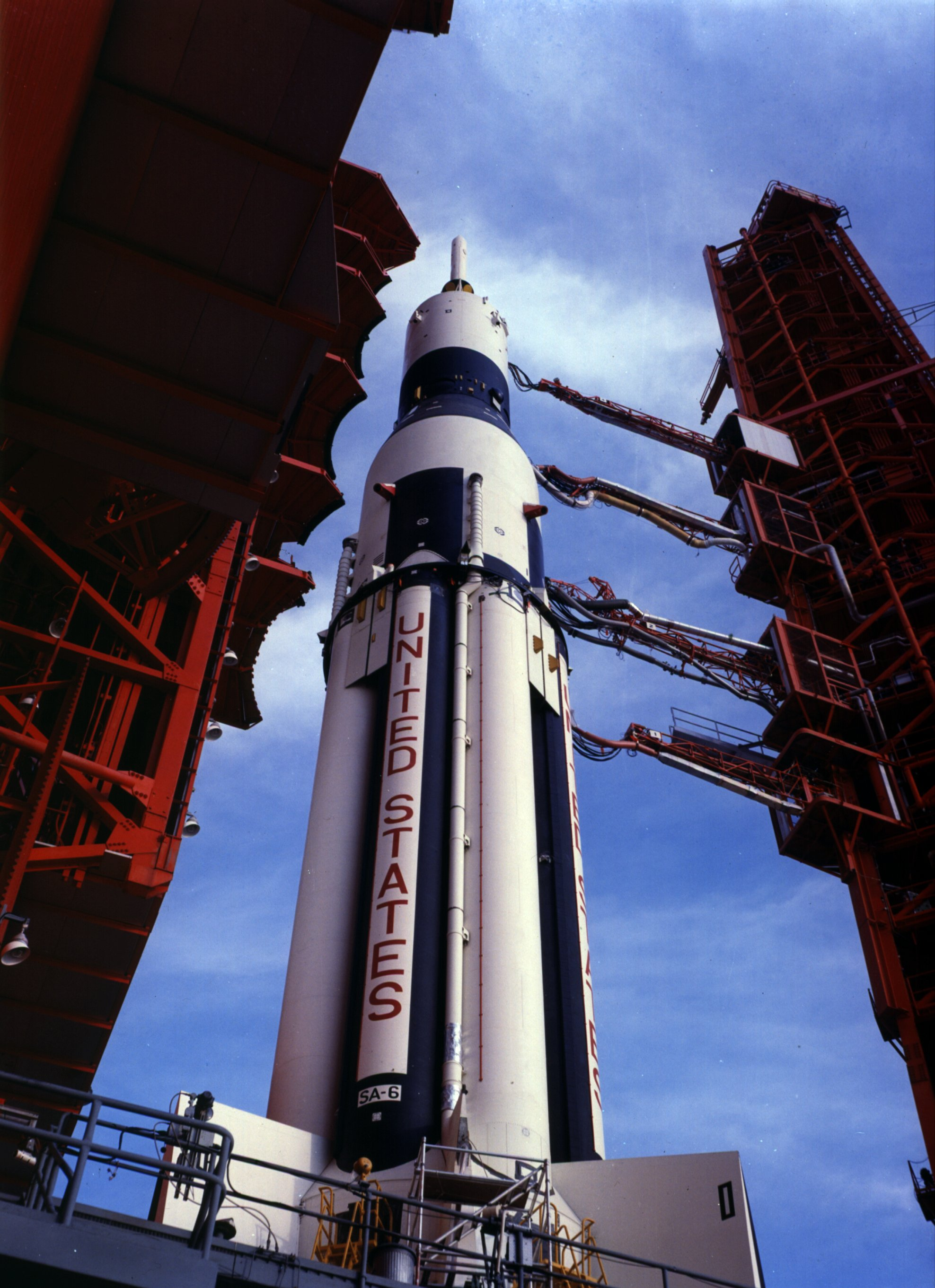
A-101 на стартовой площадке (NASA).

Пуск удался только с третьей попытки. Первая сорвалась, когда жидкий кислород повредил проволочную сетку фильтра, что привело к загрязнению топлива. Второй раз старт был отложен по причине перегрева системы управления ракеты из-за поломки насоса в системе охлаждения. Было несколько задержек во время заправки, поскольку из-за паров жидкого кислорода постоянно запотевало оптическое окно в приборном отсеке, и наземный теодолит не мог отслеживать корабль. Без связки «оптическое окно-теодолит» запуск не мог состояться, но, поскольку это не было критически важно, из компьютера удалили этот пункт программы. В конце концов ракета ушла 28 мая 1964 года со стартового стола LC-37b.
Подъём шёл нормально до 116,9 секунды полёта. В этот момент, раньше срока, отключился двигатель № 8. Это не было запланированным экспериментом, как в полёте SA-4, но, к радости ракетчиков, автоматика компенсировала потерю тяги и заставила остальные двигатели первой ступени проработать на 2,7 секунды больше расчётного времени. Произошло отделение первой ступени и запустились двигатели второй. Через десять секунд отстрелилась система аварийного спасения (САС). От первой ступени отделились восемь кинокамер, заснявших разделение ступеней.
Вторая ступень проработала до 624,5 секунды полёта (на 1,26 секунды меньше, чем было запланировано), и вместе с макетом корабля вышла на орбиту с апогеем 227 километров и перигеем 182 километра. Аппаратура продолжала передавать информацию в течение четырёх витков, пока не сели батареи. 1 июня 1964 года, после 54 витков на орбите, связка "вторая ступень-макет корабля" вошла в атмосферу к востоку от острова Кантон в Тихом океане.

## Причина отказа двигателя
Инженеры быстро нашли причину отказа двигателя № 8 первой ступени — поломка зубчатой передачи турбонасоса, что не вызвало задержки следующих запусков, поскольку конструкцию турбонасоса и так планировали изменить. Это была единственная проблема во время полёта с двигателем H-1 первой ступени.